# 岡島昭浩
岡島 昭浩（おかじま あきひろ、1961年（昭和36年）2月15日 - ）は、日本の国語学者。大阪大学大学院文学研究科国語学教授。

## 人物
福岡県嘉穂郡鎮西村潤野生まれ。福岡県立福岡高等学校卒業。1987年、九州大学大学院文学研究科博士後期課程中退（国語学国文学専攻）。
インターネット黎明期から、インターネット上で国語・国文学関係の情報を収集し、リンク集「日本文学等テキストファイル」を作成。また、著作権が切れている古典書籍を自らPDF化して公開している「うわづら文庫」も主宰している。

## 職歴
- 1987年 九州大学文学部助手（国語学国文学研究室）
- 1989年 京都府立大学女子短期大学部講師
- 1992年 京都府立大学女子短期大学部助教授
- 1995年 福井大学教育学部助教授（福井大学大学院教育学研究科）
- 1999年 福井大学教育地域学部助教授（同上）
- 2002年 大阪大学大学院文学研究科文化表現論専攻助教授
- 2010年 大阪大学大学院文学研究科文化表現論専攻教授

## 著作

### 著書
- 奥村三雄教授退官記念論文集刊行会編 編「『指微韻鏡私抄略』の刊本 寛文九年刊『韻鏡秘伝抄』」『奥村三雄教授退官記念 国語学論叢』桜楓社、1989年6月、848-860頁。ISBN 9784273023355。
- 迫野虔徳編 編「半濁音名義考」『奥村三雄博士追悼記念論文集 筑紫語学論叢』風間書房、2001年4月、47-73頁。ISBN 9784759912708。
- 国語語彙史研究会編 編「「言海採収語…類別表」再読」『国語語彙史の研究』 22巻、和泉書院、2003年3月、1-22頁。ISBN 9784757602113。
- 国語語彙史研究会編 編「大矢透以前の「大為尓歌」」『国語文字史の研究』 7巻、和泉書院、2003年11月、161-169頁。ISBN 9784757602359。
- 筑紫国語学談話会編 編「『俚言集覧』『増補俚言集覧』における『今昔物語』からの引用について」『筑紫語学論叢』 2巻、風間書房、2006年5月、463-479頁。ISBN 9784759915754。
- 国語語彙史研究会編 編「出典未詳の四字熟語「屍山血河」」『国語語彙史の研究』 29巻、和泉書院、2010年3月、219-229頁。ISBN 9784757605497。
- 国語語彙史研究会編 編「肩がこる」『国語語彙史の研究』 30巻、和泉書院、2011年3月、191-203頁。ISBN 9784757605855。
- 荻野綱男・田野村忠温編 編「ウェブ検索の応用」『講座ITと日本語研究』 6（コーパスとしてのウェブ）、明治書院、2011年7月。ISBN 9784625434433。
- 釘貫亨・宮地朝子編 編「近世語学"軽重"義」『ことばに向かう日本の学知 名古屋大学グローバルCOEプログラム』ひつじ書房、2011年10月、213-228頁。ISBN 9784894765597。
- 国語語彙史研究会編 編「「ひいやり・ふうわり」型から「ひんやり・ふんわり」型へ」『国語語彙史の研究』 36巻、和泉書院、2017年3月、107-117頁。ISBN 9784757608375。
- 坂口至教授退職記念日本語論集刊行会編 編「大正時代の菊池方言資料『言葉の栞』」『坂口至教授退職記念 日本語論集』創想社、2020年3月、28-39頁。ISBN 9784902227505。
- 筑紫日本語研究会編 編「昭和初期、福岡県直方の方言矯正書二種」『筑紫語学論叢』 3巻、風間書房、2021年3月、224-235頁。ISBN 9784759923735。

#### 共著
- 安部清哉、斎藤倫明、岡島昭浩、半沢幹一、伊藤雅光、前田富祺『語彙史』岩波書店〈シリーズ日本語史 2〉、2009年11月。ISBN 9784000281287。

### 論文
- 「都賀庭鐘読本の漢語」『語文研究』第57巻、九州大学国語国文学会、1984年6月、13-22頁、doi:10.15017/12017、NAID 120000981639。
- 「元禄期における字音Ｍ尾Ｎ尾の発見 中村惕斎の「韻学私言」」『文献探究』第18巻、文献探究の会、1986年9月、29-36頁、doi:10.15017/10445、NAID 120000980187。
- 「近世唐音の重層性」『語文研究』第63巻、九州大学国語国文学会、1987年6月、36-50頁、doi:10.15017/11968、NAID 120000981590。
- 「元禄期の字音仮名遣いの一例 中根元圭序『筌蹄集』のワ行仮名と唇内韻尾」『文獻探究』第20巻、文献探究の会、1987年9月、39-45頁、doi:10.15017/10426、NAID 120000980168。
- 「文雄におけるムとン 「磨光韻鏡」華音の17転19転ム表記の意味」『文學研究』第85巻、九州大学文学部、1988年2月、21-33頁、doi:10.15017/2332616、NAID 120006783554。
- 「唐音語存疑」『文獻探究』第25巻、文献探究の会、1990年3月、1-10頁、doi:10.15017/10400、NAID 120000980142。
- 「近世唐音の清濁」『訓点語と訓点資料』第88巻、訓点語学会、1992年3月、95-104,、NAID 120005517999。
- 「漢語資料としての詩学書 ――『詩語砕金』を例として――」『語文研究』第86・87巻、九州大学国語国文学会、1999年6月、220-227頁、doi:10.15017/9393、NAID 120000984957。
- 「大矢透以前の史的五十音図研究」『語文』第82巻、大阪大学国文学研究室、2004年6月、37-46頁、NAID 120006467390。
- 「研究資料（史的研究）」『日本語の研究』第2巻第3号、日本語学会、2006年7月、9-12頁、doi:10.20666/nihongonokenkyu.2.3_9、NAID 110006272397。
- 「『今昔物語集』の「東烏」と「東雁」 『俚言集覧』・芥川龍之介「偸盗」・方言意識史の中で」『待兼山論叢』第40巻、大阪大学大学院文学研究科、2006年12月、1-13頁、NAID 110007129031。
- 「書評　国立国語研究所資料集15 太陽コーパス 雑誌『太陽』日本語データベース　国立国語研究所報告122 雑誌『太陽』による確立期現代語の研究 ―『太陽コーパス』研究論文集―」『日本語科学』第20巻、国書刊行会、2006年10月、79-87頁、doi:10.15084/00002165、NAID 120006595326。
- 「〔書評〕釘貫亨著『近世仮名遣い論の研究――五十音図と古代日本語音声の発見――』」『日本語の研究』第6巻第1号、日本語学会、2010年1月、47-53頁、doi:10.20666/nihongonokenkyu.6.1_53、NAID 110007642017。
- 「寺尾東海の韻学と荻生徂徠」『語文』第92・93巻、大阪大学国文学研究室、2010年2月、90-99頁、NAID 120006467468。
- 「研究史」『日本語の研究』第8巻第3号、日本語学会、2012年7月、5-8頁、doi:10.20666/nihongonokenkyu.8.3_5、NAID 110009578397。
- 「明治中期の回覧雑誌「共究会文章会」 ――附 魚住折蘆・和辻哲郎遺文――」『大阪大学大学院文学研究科紀要』第54巻、大阪大学大学院文学研究科、2014年3月、1-71頁、doi:10.18910/54058、NAID 120005663481。
- 「『韻鏡安見録』と『韻鏡反切名乗即鑑』」『語文』第102巻、大阪大学国文学研究室、2014年6月、1-11頁、NAID 120006543521。

## 参考資料
- 岡島昭浩 - researchmap
- 岡島昭浩 - J-GLOBAL
- 岡島昭浩 - KAKEN 科学研究費助成事業データベース
- 研究者総覧 - 大阪大学
- 履歴 - ウェイバックマシン（2003年3月30日アーカイブ分）
- 岡島とは何者 - ウェイバックマシン（2002年10月22日アーカイブ分）